# 城关镇 (永登县)
城关镇，是中华人民共和国甘肃省兰州市永登县下辖的一个乡镇级行政单位。

## 行政区划
城关镇下辖以下地区：
南街社区、北街社区、东街社区、西街社区、南街村、北街村、百灵观村、高家湾村、五渠村和满城村。